# Bathyaulax cyanogaster
Bathyaulax cyanogaster är en stekelart som först beskrevs av Gyöö Viktor Szépligeti 1901.  Bathyaulax cyanogaster ingår i släktet Bathyaulax och familjen bracksteklar. Utöver nominatformen finns också underarten B. c. persimilis.